# احمدلی، داش‌کسن (۱)
احمدلی (به لاتین: Əhmədli) منطقه‌ای مسکونی در جمهوری آذربایجان است که در شهرستان داش‌کسن واقع شده است.